# 津久井督六
津久井 督六（つくい すけろく、1936年6月26日 - 2024年6月28日）は、日本の実業家。ツクイの代表取締役会長や社会福祉法人ひまわり福祉会理事長を勤めた。

## 来歴
山梨県竜王町出身。山梨県立甲府工業高等学校卒業。1955年に大同建設入社。1969年、津久井土木（現・ツクイ）設立。家族が患った認知症をきっかけに、1973年に福祉事業部を設立。訪問入浴サービスを開始した。2002年土木業から撤退する。
2012年に代表取締役社長を退任して代表取締役会長に就任し、2015年にツクイの代表取締役会長を退任した。
2024年6月28日、88歳で死去。

## 経歴
- 1969（昭和44）年:津久井土木株式会社（現ツクイ）設立。同社代表取締役社長に就任。
- 1987（昭和62）年:社会福祉法人ひまわり福祉会理事長に就任。
- 2003（平成15）年:社会福祉法人ひまわり福祉会理事長を退任。
- 2012（平成24）年:ツクイ代表取締役会長に就任。
- 2015（平成27）年:ツクイ代表取締役退任。名誉会長就任。